# Полино
Полино (итал. Polino) је насеље у Италији у округу Терни, региону Умбрија.
Према процени из 2011. у насељу је живело 207 становника. Насеље се налази на надморској висини од 838 м.

## Становништво
Према резултатима пописа становништва 2011. у општини је живело 246 становника.
| 1931. | 1936. | 1951. | 1961. | 1971. | 1981. | 1991. | 2001. | 2011. |
| ----- | ----- | ----- | ----- | ----- | ----- | ----- | ----- | ----- |
| 477   | 457   | 424   | 411   | 351   | 313   | 300   | 267   | 246   |